# Navianos de Valverde
Navianos de Valverde é um município da Espanha na província de Zamora, comunidade autónoma de Castela e Leão, de área 14,11 km² com população de 234 habitantes (2007) e densidade populacional de 17,93 hab/km².

## Demografia
| Variação demográfica do município entre 1991 e 2004 | Variação demográfica do município entre 1991 e 2004 | Variação demográfica do município entre 1991 e 2004 | Variação demográfica do município entre 1991 e 2004 |
| --------------------------------------------------- | --------------------------------------------------- | --------------------------------------------------- | --------------------------------------------------- |
| 1991                                                | 1996                                                | 2001                                                | 2004                                                |
| 292                                                 | 274                                                 | 254                                                 | 253                                                 |